# Peter Steen

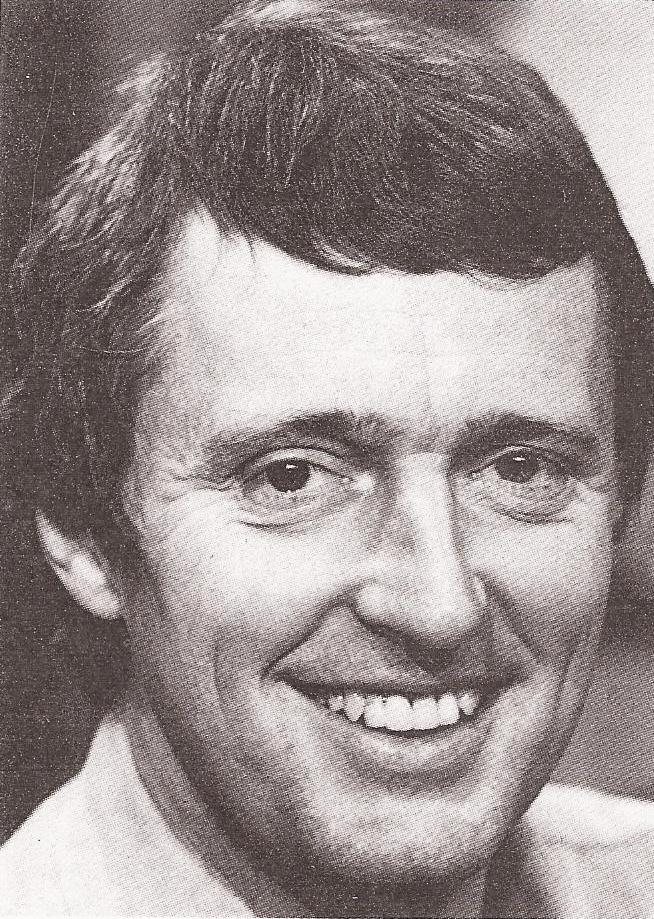
Peter Steen

Peter Steen (* 22. Januar 1936 in Randers; † 7. Februar 2013 in Listed bei Svaneke auf Bornholm) war ein dänischer Schauspieler, Regisseur und Drehbuchautor.

## Leben
Peter Steen studierte nach dem Schulabschluss zunächst Medizin. Ab 1960 absolvierte er eine Schauspielausbildung an der Eleveskole des Königlichen Theaters Kopenhagen. Als Regisseur inszenierte er zahlreiche Stücke, unter anderem am Det Kongelige Teater und trat außerdem in Rialto Teatret, Folketeatret und Odense Teater auf. 
Als Schauspieler wirkte Steen in mehr als 110 Film-und-Fernsehproduktionen mit, davon unter anderem in vier Filmen der Olsenbande-Reihe. Zudem verfasste er mehrere Drehbücher für Spielfilme.

## Privates
Peter Steen heiratete 1964 die Kunsthandwerkerin und Modeschöpferin Kim Naver und hatte mit ihr zwei Söhne, Morten Steen (* 1964) und Rasmussen Steen (* 1969). Die Ehe wurde 1970 geschieden. Danach war er von 1970 bis 1975 mit der Schauspielerin Lisbet Lundquist verheiratet. In dritter Ehe war er ab 1981 mit der Inuit-Etymologin und Autorin Karen Nørregaard verheiratet. 
Steen lebte zuletzt zurückgezogen in Listed bei Svaneke auf Bornholm und litt in seinen letzten Lebensjahren an einer Alzheimer-Erkrankung. Am 7. Februar 2013 starb Peter Steen im Alter von 77 Jahren. Er wurde am 16. Februar 2013 auf dem Friedhof der Svaneke Kirke (Svaneke Kirche) in Svaneke auf Bornholm beigesetzt.

## Auszeichnungen
- 2003 Bodil: bester Nebendarsteller im Film Das Erbe als Nils
- 2003 Robert: bester Nebendarsteller im Film Das Erbe als Nils
- 1991: Ole Haslunds Kunstnerfond

## Filmografie
- 1961: Jetpiloter
- 1963: Problemet – piger
- 1964: Zwei (To)
- 1964: Mord for åbent tæppe
- 1964: Når enden er go'
- 1966: Der Bettelprinz (Der var engang)
- 1966: Naboerne
- 1966: Zieh’ dich an, Komtesse (Pigen og greven)
- 1967: Jeg er sgu min egen
- 1967: Historien om Barbara
- 1968: I den grønne skov
- 1968: Die Olsenbande (Olsen-banden)
- 1968: Det var en lørdag aften
- 1969: Geld zum zweiten Frühstück (Tænk på et tal)
- 1969: Die Olsenbande in der Klemme (Olsen-banden på spanden)
- 1969: Den gale dansker
- 1970: Rend mig i revolutionen
- 1971: Die Olsenbande fährt nach Jütland (Olsen-banden i Jylland)
- 1972: Lenin, din gavtyv
- 1972: Præsten i Vejlby
- 1972: Familien med de 100 børn
- 1975–1976: Oh, diese Mieter (Huset på Christianshavn)
- 1976: Kassen stemmer
- 1976: Gangsterens lærling
- 1976: Den korte sommer
- 1977: Alt på et bræt
- 1977: Skytten
- 1978: Lille spejl
- 1979: Die Olsenbande ergibt sich nie (Olsen-banden overgiver sig aldrig)
- 1980: Danmark er lukket
- 1982: Den ubetænksomme elsker
- 1982: Die parallele Leiche (Det parallele lig)
- 1983: Otto ist ein Nashorn (Otto er et næsehorn)
- 1989: 300 Meilen bis zum Himmel (300 mil fra himlen)
- 1996: Bella, min Bella
- 1998: Den blå munk
- 1999: Bornholms stemme
- 1999–2000: Olsen-bandens første kup
- 2000: Unit One – Die Spezialisten (Rejseholdet)
- 2003: Reconstruction
- 2003: Das Erbe (Arven)
- 2004: Min søsters børn i Ægypten
- 2005: Unge Andersen
- 2005: Springet
- 2005: Unge Andersen